# Canal inguinal
O canal inguinal é a passagem no interior da parede abdominal anterior na qual transitam, nos homens, o cordão espermático e, nas mulheres, o ligamento redondo do útero. O canal inguinal é maior e mais proeminente nos homens.

## Limites
|                                                                                              | parede superior (teto): Oblíquo interno transverso abdominal     |                                                      |
| parede anterior: aponeurose do músculo oblíquo externo aponeurose do músculo oblíquo interno | (canal inguinal)                                                 | parede posterior: fáscia transversal tendão conjunto |
|                                                                                              | parede inferior (assoalho): ligamento inguinal ligamento lacunar |                                                      |

## Desenvolvimento
Durante o desenvolvimento masculino, os testículos descem pelo canal inguinal até o abdômen, atingindo o escroto, a partir de seu ponto inicial perto dos rins.

## Doenças
O canal inguinal raramente causa problemas médicos em mulheres devido ao seu tamanho reduzido. Em homens, pode ocorrer uma hérnia inguinal, na qual os conteúdos abdominais (geralmente o intestino) passam através da abertura do canal.
Elas podem ser hérnias inguinais diretas ou hérnias inguinais indiretas, dependendo se os conteúdos estão saindo diretamente pela parede abdominal, ou percorrendo o comprimento do canal inguinal, respectivamente.

## Imagens adicionais

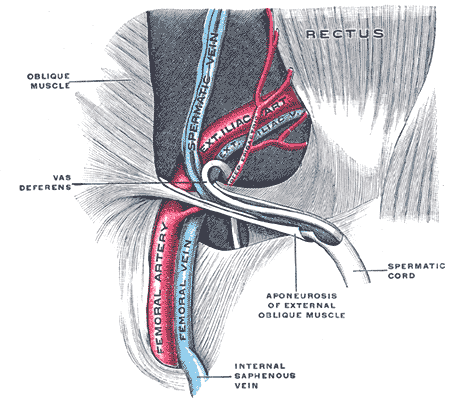
O cordão espermáticos no canal inguinal